# 阿科莱
阿科莱（法語：Accolay，法語發音：[akɔlɛ]）是法国勃艮第-弗朗什-孔泰大区约讷省的一个旧市镇，位于该省中部，属于欧塞尔区。2017年，阿科莱与市镇克拉旺合并为新市镇双河村。

## 地理
阿科莱（47°39'39"N, 3°42'32"E）面积9.27 平方千米，位于法国勃艮第-弗朗什-孔泰大區约讷省，该省份为法国中北部内陆省份，西接卢瓦雷省，西北接塞纳-马恩省，南至涅夫勒省，东临科多尔省，东北与奥布省接壤。
与阿科莱接壤的市镇（或旧市镇、城区）包括：克拉旺、巴扎尔讷、屈尔河畔贝西、普雷日尔贝、圣帕莱、韦尔芒通。

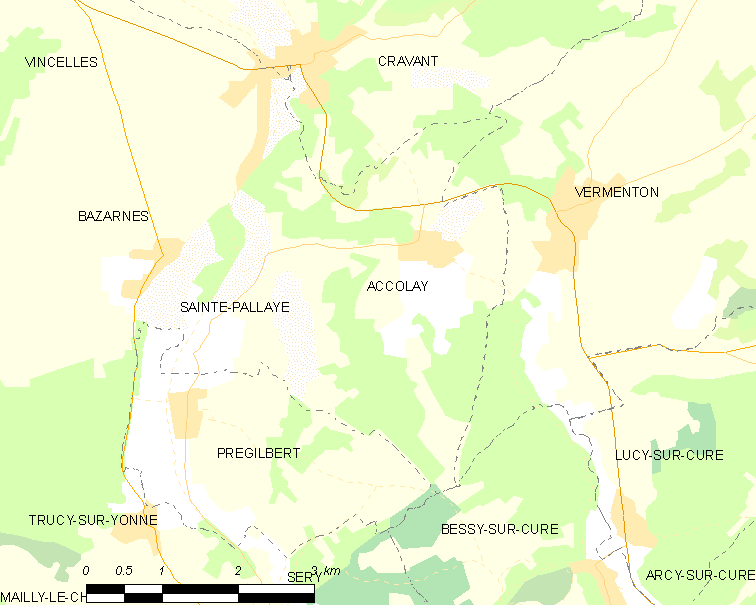
阿科莱的OSM定位图

阿科莱的时区为UTC+01:00、UTC+02:00（夏令时）。

## 行政
阿科莱的邮政编码为89460，INSEE市镇编码为89001。

## 政治
阿科莱所属的省级选区为茹拉维尔县。

## 人口

1962-2008年间阿科莱人口变化图示

阿科莱于2018年1月1日时的人口数量为447人。